# Mattia Demetz
Mathias "Mattia" Demetz, senare Demez, född 7 maj 1902 i St. Christina in Gröden i Sydtyrolen i Österrike-Ungern (nuvarande Italien), död 27 juni 1941 i Klagenfurt i Nazityskland (nuvarande Österrike), var en italiensk längdåkare. Han var med i de olympiska vinterspelen 1928 i Sankt Moritz och kom på tjugoandra plats på 18 kilometer och på tjugonde plats på 50 kilometer.
Han var bror till längdåkaren Vincenzo Demetz.